# Kamienica Roeslera i Hurtiga w Warszawie
Kamienica Roeslera i Hurtiga, także dom Roeslera i Hurtiga – zabytkowa kamienica znajdująca się przy ulicy Krakowskie Przedmieście 79 w Warszawie.

## Historia
Przed powstaniem kamienicy w tym miejscu, od strony ul. Senatorskiej, stał dworek starosty warszawskiego Mikołaja Grzybowskiego. Został spalony w czasie potopu szwedzkiego w 1656. Od strony Krakowskiego Przedmieścia znajdowało się co najmniej pięć budynków. W połowie XVIII od strony ul. Senatorskiej wzniesiono pałac Małachowskich. W 1784 nieruchomość została sprzedana przez Mikołaja Małachowskiego kupcom z Czech i Moraw: Janowi Michałowi i Franciszkowi Leopoldowi Roeslerom oraz Gasparowi (Kacprowi) Hurtigowi.
Kamienica została wzniesiona na dziedzińcu pałacu Małachowskich w latach 1784–1785 według projektu Szymona Bogumiła Zuga. Powstał tam pierwszy na ziemiach polskich nowoczesny dom handlowo-mieszkalny ze specjalnie zaprojektowanymi witrynami wystawowymi. Był to jeden z najdroższych i najbardziej luksusowych obiektów handlowych w Warszawie. Na piętrach znajdowały się mieszkania czynszowe oraz apartamenty właścicieli. Poprzez oficyny budynek był połączony z pałacem Małachowskich.
Przedsiębiorstwo Roslerów i Hurtiga zbankrutowało w 1794 w wyniku kryzysu bankowego, jednak kamienica pozostała ich własnością do 1803. 
W 1839 na parterze kamienicy otwarto piwiarnię „Pod Nadzieją”, która jako pierwsza w mieście serwowała piwo bawarskie. Był to jeden z ulubionych lokali grupy młodych literatów i malarzy nazywanych Cyganerią Warszawską. Mieścił się tam również sklep wielobranżowy należący do Iwana Skwarcowa.
W latach 1887–1888 kamienica została przebudowana w związku z przebiciem do Krakowskiego Przedmieścia ul. Miodowej. Ścianę szczytową i oficyny południowe przekształcono na elewacje według projektu Józefa Hussa. Do przebicia ulicy na właścicielach pałacu Małachowskich i kamienicy ciążył obowiązek przepuszczania przechodniów z Krakowskiego Przedmieścia na ul. Miodową lub odwrotnie. Ruch przechodniów zwiększał atrakcyjność kamienicy i jej oficyn dla firm handlowych.
Podczas obrony Warszawy we wrześniu 1939 budynek spłonął i został rozebrany do pierwszego piętra. Dalsze zniszczenia miały miejsce w 1944 podczas powstania warszawskiego. Ogółem w czasie II wojny światowej kamienica została zniszczona w 70%. 
W latach 1948–1949 budynek odbudowano według projektu Zygmunta Stępińskiego. Obiekt przywrócono zasadniczo do stanu z XVIII wieku, jednak w celu odsłonięcia wschodniej fasady pałacu Małachowskich rozebrano oficynę południową.
W latach 1952–1957 w kamienicy miało swoją siedzibę Państwowe Wydawnictwo Naukowe, a następnie przedsiębiorstwa handlu zagranicznego, m.in. SHZ Labimex.
W 1965 budynek został wpisany do rejestru zabytków.
Od 2020 w budynku mieści się siedziba Radia Wnet.